# Boehmia tuberosa
Boehmia tuberosa là một loài nhện biển trong họ Ascorhynchidae. Loài này thuộc chi Boehmia. Boehmia tuberosa được miêu tả khoa học năm 1902 bởi Mobius.